# Escanaba, Michigan
Escanaba este o localitate, municipalitate și sediul comitatului Delta, statul Michigan, Statele Unite ale Americii.
1. ↑   https://www.escanaba.org/citycouncil, accesat în 18 decembrie 2024 Lipsește sau este vid: |title= (ajutor)
2. ↑  2010 U.S. Gazetteer Files, accesat în 9 iulie 2020